# Monument national des bois Muir
Pour les articles homonymes, voir Muir.
Le monument national des bois Muir (en anglais : Muir Woods National Monument) est un monument national américain de 224 hectares situé à environ 20 kilomètres au nord de San Francisco dans le comté de Marin, en Californie. Cette forêt de séquoias à feuilles d'if (Sequoia sempervirens, connus en anglais sous le nom de Coast Redwood) doit son nom au naturaliste John Muir. Le monument national, établi en 1908, fait partie de la Golden Gate National Recreation Area. Le monument a été inscrit au registre national des lieux historiques le 9 janvier 2008.

## Origines
En 1905, William Kent (en), membre du congrès des États-Unis, et sa femme Elizabeth Thacher Kent achetèrent cette vallée difficile d’accès pour la préserver des défrichements: des centaines de maisons de San Francisco furent en effet construites grâce au bois des forêts de séquoias. Cet achat (45 000 $ de l’époque) causa d’importantes difficultés financières pour le couple. Le parc fut donné au gouvernement américain, car une compagnie de l’eau projetait de construire un barrage sur la Redwood Creek. En 1908, le président Theodore Roosevelt le classa « monument national », le 7e dans l’histoire du pays. En 1916, le Congrès établit le National Park Service, chargé d’administrer et de protéger le parc. En 1925 commence la construction de la route menant au parc. Grâce à la construction du Golden Gate Bridge (1937), la fréquentation du parc augmenta rapidement (180 000 visiteurs).
Le 8 juillet 1996, un séquoia à feuilles d'if de 800 ans s’écroula dans la Cathedral Grove du parc : il mesurait 60 mètres de haut ; il est toujours à la même place, au sol. Le parc accueille aujourd’hui entre 700 000 et 850 000 visiteurs par an.

## Écologie
Le Muir Woods National Monument est une ancienne forêt côtière de séquoias. En raison de sa proximité avec l’océan Pacifique, la forêt est régulièrement enveloppée d’une couche de brouillard marin, contribuant à un environnement humide qui favorise une croissance vigoureuse des plantes. Le brouillard est également vital pour la croissance des séquoias car ils utilisent l’humidité du brouillard pendant les saisons de sécheresse, en particulier pendant les étés secs.
Le ruisseau Redwood constitue un habitat de frai et d’élevage essentiel pour le saumon coho ou argenté (Oncorhynchus kisutch) et la truite arc-en-ciel (Oncorhynchus mykiss).

## Faune
Elle abrite une étonnante variété d’espèces animales : 50 espèces d’oiseaux (moucherolle côtier, troglodyte mignon, gobemouche à collier, martinet de Vaux, pic vert, chouette tachetée…), des amphibiens (grenouilles, tritons, salamandres), des reptiles (tortues), des poissons (truites), des mammifères (au moins 30 espèces : tamia de Merriam, musaraigne, écureuil gris, mouffette, coyote, lynx, belette, puma des montagnes, loutre, chauve-souris). En novembre 2010, des loutres de mer (Enhydra lutris) ont été repérées nageant dans la rivière de Redwood Creek.

## Tourisme
Muir Woods, qui fait partie de la Golden Gate National Recreation Area, est un parc destiné aux piétons, car le stationnement des véhicules n’est autorisé qu’à l’entrée. Les sentiers de randonnée varient en niveau de difficulté et en distance. Les pique-nique, le camping et les animaux domestiques ne sont pas autorisés.

## Cinéma
Cette forêt a servi de lieu de tournage pour La Planète des Singes : Les Origines, de 2011, pour les scènes dans la forêt,. Elle apparaît également dans Sueurs Froides d'Alfred Hitchcock.